# Филип фон Глайхен-Тона
Филип фон Глайхен-Тона (на немски: Philipp von Gleichen-Tonna: * ок. 1483; † 1549) е граф на Глайхен-Тона.

## Произход
Той е най-големият син на граф Зигмунд II фон Глайхен-Тона († 1525) и съпругата му Елизабет фон Изенбург-Бюдинген († ок. 1543), дъщеря на граф Лудвиг II фон Изенбург (1422 – 1511) и графиня Мария фон Насау-Висбаден (1438 – 1480).

## Фамилия
Филип фон Глайхен-Тона се жени 1508 г. за Маргарета фон Шьонбург-Валденбург (* 1487; † 1 май 1535), дъщеря на Ернст I фон Шьонбург-Валденбург (1456 – 1488) и графиня Анна фон Ринек (1461 – 1525). Те имат децата:
- Маргарета († 23 септември 1574), омъжена на 12 февруари 1548 г. за капитан Йоханес Ганс цу Путлитц († ок. 1558)
- Катарина († сл. 1583), омъжена на 18 януари 1548 г. за граф Хайнрих Шлик фон Пасаун-Вайскирхен и Шлакенверт († сл. 1548/1563)
- Георг (* 1509; † 24 септември 1570), граф на Глайхен-Тона, женен I. на 12 август 1550 г. за Елизабет цур Плесе (* 28юни 1531; † ок. 28 май 1556), II. на 20 февруари 1558 г. в Грефентона, Гота, за графиня Валдбург фон Пирмонт-Шпигелберг (* ок. 1521; † 22 юли 1599), родители на Филип Ернст фон Глайхен (1561 – 1619)
- Доротея († 19 февруари 1575)
- Мария († сл. 1583)
- Елиза
- Агнес
- Кристоф († 18 август 1548)